# Polomolok

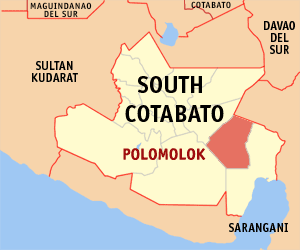
Polomoloks läge i Södra Cotabato

Polomolok är en ort på ön Mindanao i Filippinerna och ligger strax nordväst om General Santos City. Den är belägen i provinsen Södra Cotabato i regionen SOCCSKSARGEN.
Polomolok räknas officiellt inte som stad utan är en kommun. Kommunen är indelad i 23 smådistrikt, barangayer, varav 21 är klassificerade som landsbygdsdistrikt och endast 2 som tätortsdistrikt. Hela kommunen har 110 709 invånare (folkräkning 1 maj 2000) varav 48 390 invånare bor i centralorten.